# Parakneria ladigesi
Parakneria ladigesi är en fiskart som beskrevs av Poll, 1967. Parakneria ladigesi ingår i släktet Parakneria och familjen Kneriidae. IUCN kategoriserar arten globalt som otillräckligt studerad. Inga underarter finns listade i Catalogue of Life.